# Sinéad Moynihan
Sinéad Moynihan (* März 1982 in Salford, Greater Manchester, England) ist eine britische Schauspielerin.

## Leben und Karriere
Sinéad Moynihan wurde in Salford im Nordwesten Englands als älteste von drei Schwestern geboren. Im Alter von 16 Jahren begann sie als Model zu arbeiten. Sie nahm Schauspielunterricht an der Manchester School of Acting. In ihrer Karriere als Schauspielerin wirkte sie bislang ausschließlich in Fernsehserien mit. Ihr Debüt vor der Kamera begann sie im Jahr 2006 mit der Rolle des Teenagermodels Ashley Webb in der Serie Drop Dead Gorgeous auf BBC Three. Ab Oktober 2007 wirkte Sinéad Moynihan auf Channel 4 in der Fernsehserie Hollyoaks mit. Im deutschsprachigen Raum wurde sie durch die Rolle der Abby Jones in der im Februar 2010 auf ZDFneo ausgestrahlten Sitcom How Not to Live Your Life – Volle Peilung (How Not to Live Your Life) bekannt.
Sinéad Moynihan ist Mutter zweier 2002 und 2008 geborener Söhne.

## Filmografie
- 2006–2007: Drop Dead Gorgeous (8 Episoden)
- 2007–2008: Hollyoaks (19 Episoden)
- 2008: How Not to Live Your Life – Volle Peilung (How Not to Live Your Life) (6 Episoden)
- 2012: Payback Season